# Accord migratoire entre la République fédérale d'Allemagne et la Turquie

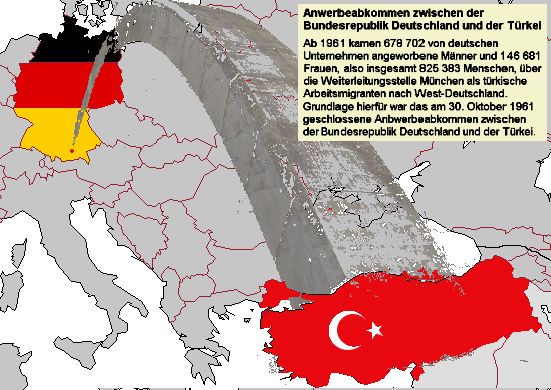
À partir de 1961, 825383 « travailleurs invités » turcs ont émigré en Allemagne de l'Ouest, par l'intermédiaire de la cellule de recrutement de Munich.

L'accord migratoire entre la République Fédérale d'Allemagne et la Turquie (en allemand « Anwerbeabkommen zwischen der Bundesrepublik Deutschland und der Türkei ») a été signé le 30 octobre 1961 sous le gouvernement Adenauer. Il prévoit une durée maximale de séjour en Allemagne de deux ans, selon un principe de rotation. Cela induit le renforcement de la migration turque vers l'Allemagne. Les ouvriers turcs, embauchés en Allemagne, sont appelés « Gastarbeiter », soit littéralement « travailleurs invités ».
D'autres accords migratoires sont passés avec d'autres pays : l'Italie (en 1955), la Grèce (en 1960), l'Espagne (en 1960), le Maroc (en 1963), la Corée du Sud (en 1963), le Portugal (en 1964), la Tunisie (en 1965) et la Yougoslavie (en 1968).

## Motivations

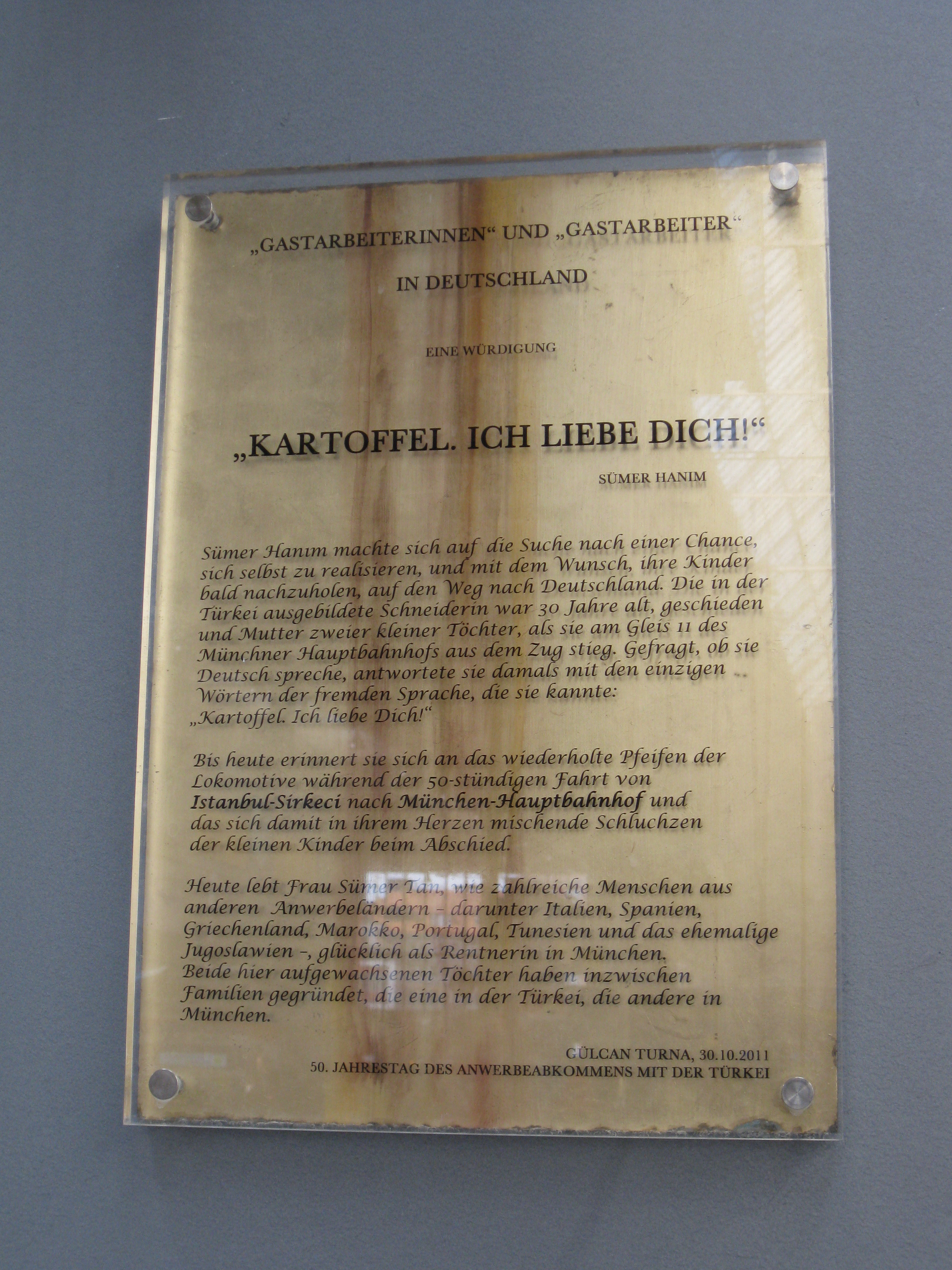
Plaque commémorative de l'accord migratoire dans la gare centrale de Munich

La création de l'accord migratoire repose sur des motifs économiques internes comme sur des préoccupations de politique extérieure.

### Économie
En raison du fort redressement économique, la pénurie de main-d'œuvre est présente dès 1955 dans les secteurs de l'agriculture et de l'industrie minière. Un procès-verbal du cabinet du gouvernement fédéral remarque en 1955 : « en raison du plein emploi presque atteint et de la menace d'une pénurie de main d’œuvre, le gouvernement fédéral projette de la contrer par le recrutement d'une main-d’œuvre étrangère et, simultanément, de limiter ainsi la hausse prévisible des salaires ».
Malgré la signature d'accords migratoires avec l'Italie, l'Espagne et la Grèce, la situation économique de l'Allemagne se dégrade ainsi que le marché du travail. « La lutte pour recruter des ouvriers est devenue une préoccupation trop épuisante à long terme pour les grandes entreprises industrielles, comme pour les petites entreprises avec quelques employés ».  Le ministre du travail Theodor Blank ne voit en 1959 aucune alternative à l'arrivée massive d'étrangers car, « malgré la  rationalisation progressive et  la mécanisation des processus de production, la République Fédérale Allemande va devoir faire face à une demande de main d’œuvre croissante ».  À partir de 1960, les classes démographiques creuses issues de la guerre et l'abaissement de l'âge de la retraite accentuent la pénurie de main-d’œuvre. Depuis la fin des années 1950, le plein emploi domine. En 1960, on compte 153 161 chômeurs  pour 487 746 emplois disponibles. D'autre part les syndicats deviennent plus puissants et obtiennent une augmentation des salaires. L'augmentation des salaires entre 1950 et 1960 est ainsi de 67 %.  À partir de 1956, la semaine de 40 heures est progressivement introduite, au lieu de 48 heures auparavant. La situation de déficit ne change pas jusqu'en 1973. Le taux de chômage est à un niveau historiquement bas depuis 1961, en dépit de l'immigration . Il est en dessous de 1 %, sauf pour l'année 1967, « année de la petite récession ».

### Politique intérieure
La fondation et le développement des forces armées, en 1955, puis l'introduction de la conscription en 1956 réduisent aussi les ressources de main-d'œuvre. En 1954, un article de journal rapporte : « Pour Erhard, il s'agit de prévenir une possible pénurie de main-d'œuvre liée à la création de notre propre industrie de défense. Il est possible que la République fédérale d'Allemagne devienne, à l'avenir, un pays d'immigration pour les travailleurs étrangers ».

### Politique étrangère
En matière de politique étrangère, le rôle de la Turquie est majeur car elle est membre de l'OTAN. C'est également un partenaire commercial clé.  De son côté, la Turquie espère une baisse du taux de chômage turc, qui est alors très élevé, car la croissance démographique est plus importante que la croissance économique : la Turquie a donc un intérêt particulier à envoyer des travailleurs à l'étranger. Grâce à l'envoi de nombreux travailleurs turcs à l'étranger, le déficit commercial de la Turquie serait compensé par le solde positif de sa balance des paiements avec l'Allemagne.  Dans cette coopération, les intérêts de l'OTAN et de l'Allemagne sont assurés, mais aussi les intérêts politiques et économiques de la Turquie.

## Accord et conséquences
La signature de l'accord est précédée par de longues négociations et diverses initiatives, parfois privées et de différentes institutions. Dès 1956, un projet de formation pour les artisans turcs est mis en place. En 1957, l'ancien président fédéral Theodor Heuss offre la possibilité à 150 étudiants diplômés d'entrer dans une école pour se former. Il y a, en 1960, déjà 2 500 travailleurs turcs en Allemagne. Cette coopération conduit à une réflexion sur la régulation de l'immigration. 
Le gouvernement fédéral réagit prudemment à l'offre d'une régulation étatique. Le ministre du travail Theodor Blank rejette un accord, craignant des conflits dus à l'écart culturel et religieux entre les travailleurs invités turcs et la population locale. Anton Sabel, le président de l'Institut fédéral de l'emploi, déclare en septembre 1960 qu'actuellement aucun accord avec la Turquie n'est nécessaire, pour la politique du marché du travail. En mars 1960, l'accord est signé avec l'Espagne et la Grèce. En août 1961, la construction du mur interrompt l'afflux de main-d’œuvre de l'est, jusque-là continuel. Deux mois plus tard, le gouvernement fédéral cède aux pressions du gouvernement turc, puisque ce refus est considéré comme « une discrimination ».
La première année après l'accord, les « travailleurs invités » (en allemand « Gastarbeiter »)  jouent un rôle marginal dans l'émigration globale vers l'Allemagne. Cela change après la crise économique de 1967, car les industries du secteur automobile et métallurgique en particulier demandent un nombre élevé de travailleurs non qualifiés. Grâce à cette main d’œuvre bon marché, il est possible de réaliser des économies et d'éviter les rationalisations coûteuses.  
Le permis de séjour pour les « travailleurs invités » turcs est initialement limité à 2 ans. Ils doivent ensuite rentrer chez eux et sont remplacés par de nouveaux travailleurs selon un principe de rotation. Le regroupement familial n'est pas prévu par l'accord migratoire. En pratique, le principe de rotation ne peut cependant être réalisé à long terme. Les entreprises allemandes s'y opposent, rechignant à laisser repartir des travailleurs qui ont été formés pendant deux années en Allemagne. Dans une nouvelle version de l'accord, élaborée le 19 mai 1964, le principe de rotation est donc redéfini et l'interdiction de la politique de regroupement familial est également levée. En raison de la crise pétrolière en 1973 et de la récession économique, le gouvernement fédéral décide une interdiction de recrutement, qui touche tous les pays concernés par les accords précédents. À cette époque, douze ans après l'accord migratoire, environ 500 000  à   750 000 Turcs séjournent en Allemagne. Entre un possible retour en Turquie et le séjour durable en Allemagne, la majorité des travailleurs invités turcs opte pour cette dernière possibilité. C'est le début d'une immigration turque durable en République Fédérale d'Allemagne.

## Évaluation historique de l'accord
De nombreux chercheurs soulignent l'importance de l'accord pour le « maintien du miracle économique allemand » et la structure des systèmes sociaux. En 1976, le ministère Fédéral du travail déclare que l'immigration a permis, sous la haute croissance économique, une forte réduction du temps de travail des Allemands. D'après les calculs du chercheur Friedrich Heckmann, l'immigration a permis, entre 1960 et 1970, la progression d'environ 2,3 millions d'Allemands faisant partie de la classe ouvrière vers la classe moyenne. Déjà en 1971, sans la présence de l'immigration, les primes d'assurance de retraite auraient dû être augmentées, mais d'après Karl-Heinz, l'assurance de retraite aurait été « tout simplement subventionnée par les employés étrangers », puisque seulement un dixième des dépenses correspond aux contributions versées.
L'historienne Heike Knortz présente un point de vue divergent. Elle souligne l'importance de la politique étrangère et indique que seules les industries telles que celle des mines de charbon, entretenues par le biais de l'importation de main d'œuvre bon marché, ont profité de l'immigration. Elle estime que ce système empêche cependant le changement structurel nécessaire, en soutenant artificiellement un secteur qui n'est déjà plus compétitif.